# Vladislav Hadaš
Vladislav Hadaš (28. května 1923 Skalička – 30. října 1953 Věznice Pankrác) byl český dělník, voják a protikomunistický odbojář odsouzený komunistickým režimem k trestu smrti a popravený v roce 1953.

## Životopis
Narodil se v roce 1923 ve Skaličce na Přerovsku do rolnické rodiny. V mládí se vyučil zedníkem, přičemž na konci druhé světové války byl totálně nasazen nedaleko rodné Skaličky. Později z totálního nasazení utekl a až do konce války se skrýval před protektorátními úřady. Po konci války se dobrovolně přihlásil k vojenské prezenční službě a stal se vojákem z povolání. 

### Po únoru 1948

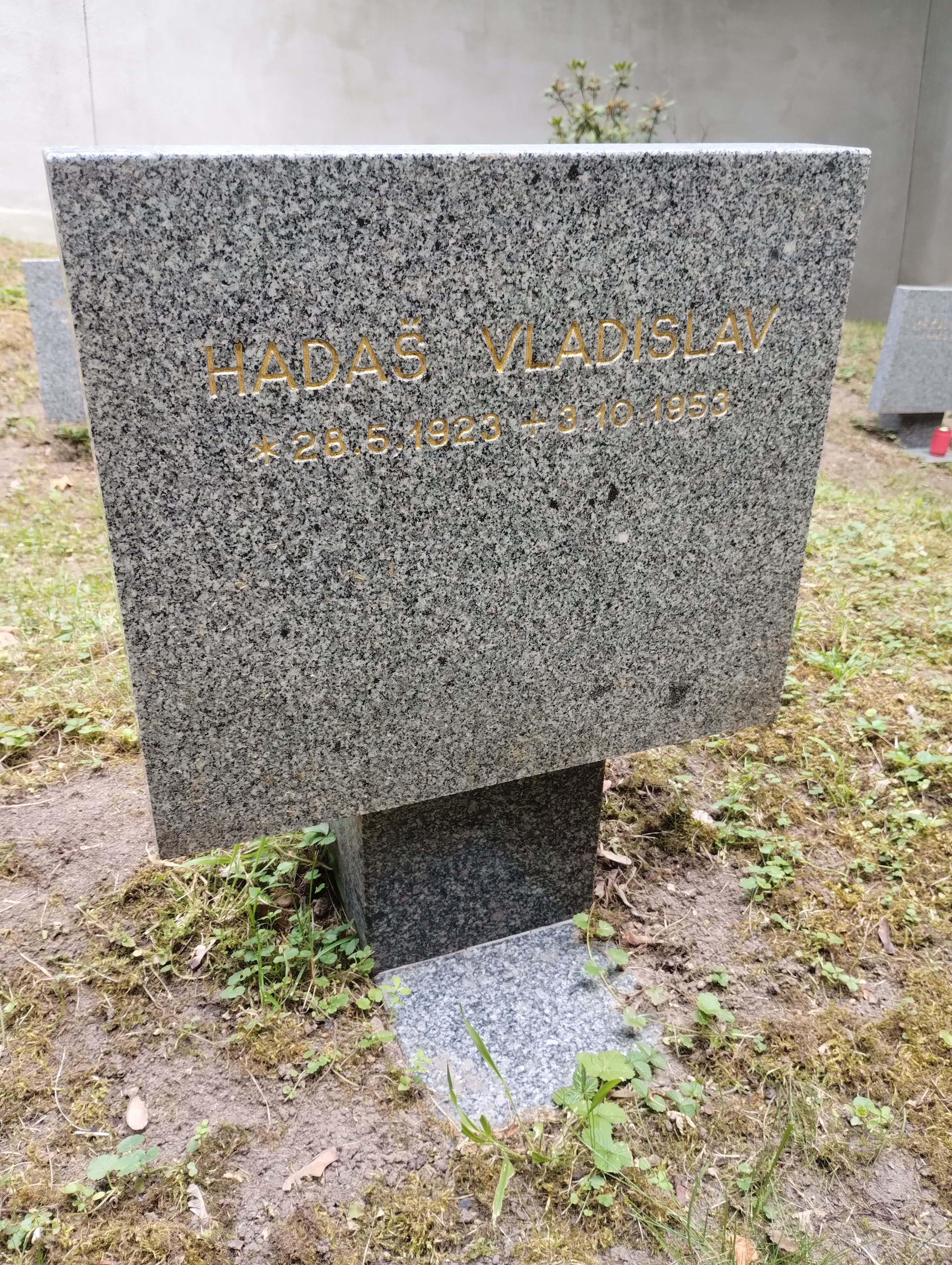
Symbolický náhrobek Vladislav Hadaš na Čestném pohřebišti v Ďáblicích

V říjnu 1950 byl poté po několika předchozích změnách stanovišť převelen do vojenské trestnice v Opavě. Tam působil jako vězeňský dozorce. Ve věznici byli věznici i političtí vězni, kterým Hadaš začal pomáhat. Bývalému československému letci RAF Josefu Bryksovi, který byl tou dobou v trestnici vězněn, měl pomoci odeslat dopisy své ženě do Velké Británie. Podle pozdějších spisů měl dokonce v plánu jednomu z vězňů pomoci uprchnout. Halaš byl totiž nahrazen příslušníky SNB, kteří dozor nad věznicí převzali. V červenci 1952 tak ve funkci vězeňského dozorce skončil. Poté začal pracovat jako dělník u národního podniku Průmstav. V ní se seznámil s Bohumilem Jakubkem a Antonínem Harazimem. Vzhledem k tomu, že chtěl v protirežimním odboji pokračovat, s nimi založil odbojovou skupinu. Ta plánovala provést sabotáž na státním statku a na místní státní traktorové stanici. Brzy po založení skupiny ji ovšem infiltrovali agenti StB. Členové skupiny je ovšem odhalili a rozhodli se jich zbavit. Jednoho agenta se jim podařilo zastřelit, druhý byl pak sice zraněn, ale přežil, a o celé události informoval orgány Státní bezpečnosti.
Státní bezpečnost se případ rozhodla využít pro politické motivy a ze skupiny tak uměle učinila součást rozsáhlé protistátní organizace s názvem Národní jednota odboje, vedenou Karlem Kutlvašrem, která ovšem vůbec neexistovala. V červnu 1953 byl Hadaš v politickém procesu odsouzen za trestné činy velezrady, vraždy a přípravy na vraždu k trestu smrti. Popraven byl v říjnu 1953.